# Tamar Thomas
Tamar Thomas (* 20. Jahrhundert) ist eine englische Filmproduzentin.

## Leben und Karriere
Thomas wuchs in der Nähe von Southampton auf. Sie studierte stage management an der Royal Academy of Dramatic Art. Seit den Dreharbeiten zu Peter’s Friends (1992) von Kenneth Branagh tritt sie als dessen Assistentin in Erscheinung. Gemeinsam arbeiteten sie für Film, Fernsehen und Theater.
Für All Is True aus dem Jahr 2018 und ebenfalls von Brannagh verantwortet, war Thomas erstmals als Filmproduzentin tätig. 2021 folgte Belfast. Für diese Produktion wurde sie gemeinsam mit Kenneth Branagh, Becca Kovacik und Laura Berwick für den Oscar in der Kategorie Bester Film nominiert. Sie gewannen bei den British Academy Film Awards 2022 in der Kategorie Bester britischer Film, erhielten dort die Nominierung für den Besten Film und wurden 2022 bei den Producers Guild of America Awards für den Besten Kinofilm nominiert.